# Universidad de las Azores
La Universidad de las Azores es una universidad pública situada en el archipiélago de las Islas Azores, con sede en la ciudad de Ponta Delgada. Fundada el 9 de enero de 1976, surgió a raíz de la aplicación del régimen autónomo en las Azores y la expansión de la política de educación superior en Portugal. Se buscó inicialmente responder a las múltiples necesidades de formación de los habitantes de la región, elevar su nivel cultural y promover su desarrollo científico y tecnológico.
Hoy en día, el grado de desarrollo alcanzado en las Azores, tiene en la acción desarrollada por la Universidad una de sus principales fuentes de dinamismo. Las distintas áreas de enseñanza e investigación de la Universidad ampliaron profundamente el conocimiento de la compleja realidad de la mar, la tierra, la vida, la historia, la cultura y la sociedad en general del archipiélago.
La Universidad de las Azores tiene una estructura tripolar, con centros en las ciudades de Ponta Delgada (donde se encuentra la sede de los principales servicios y la rectoría), Angra do Heroísmo (Terceira) y Horta (Fayal). La Universidad también integra la enseñanza superior politécnica, que incluye las Escuelas de Salud y Tecnologías de Ponta Delgada y Angra do Heroísmo.

## Historia
La creación de la Universidad de las Azores se produjo durante el período de autonomía política que siguió a los acontecimientos que siguieron a la Revolución de los Claveles, el 25 de abril de 1975. Debido al desorden académico, que obligó al cierre de muchas universidades portuguesas, muchas familias ricas enviaban a sus hijos a completar sus estudios en el extranjero. Fue durante este período posrevolucionario cuando se discutió la idea de crear una institución local de educación superior. Por la Disposición n.º 414/75 de 14 de octubre de 1975, el ministro de Educación e Investigación Científica, se formó un grupo de trabajo para estudiar la creación de dicha institución. 
El Instituto Universitario de las Azores fue creado finalmente el 9 de enero de 1976 mediante el Decreto Ley N.º 5/76 en el contexto de la regionalización de educación superior, con el objetivo de ofrecer las diferentes áreas de las unidades de campo de enseñanza , la investigación, el desarrollo cultural y de servicio a la comunidad.
En 1980, por el Decreto Ley N.º 252/80 de 25 de julio, y ya en el contexto de la autonomía política y administrativa de la Comunidad Autónoma, el Instituto Universitario de las Azores se transformó en la Universidad de las Azores.

## Estructura

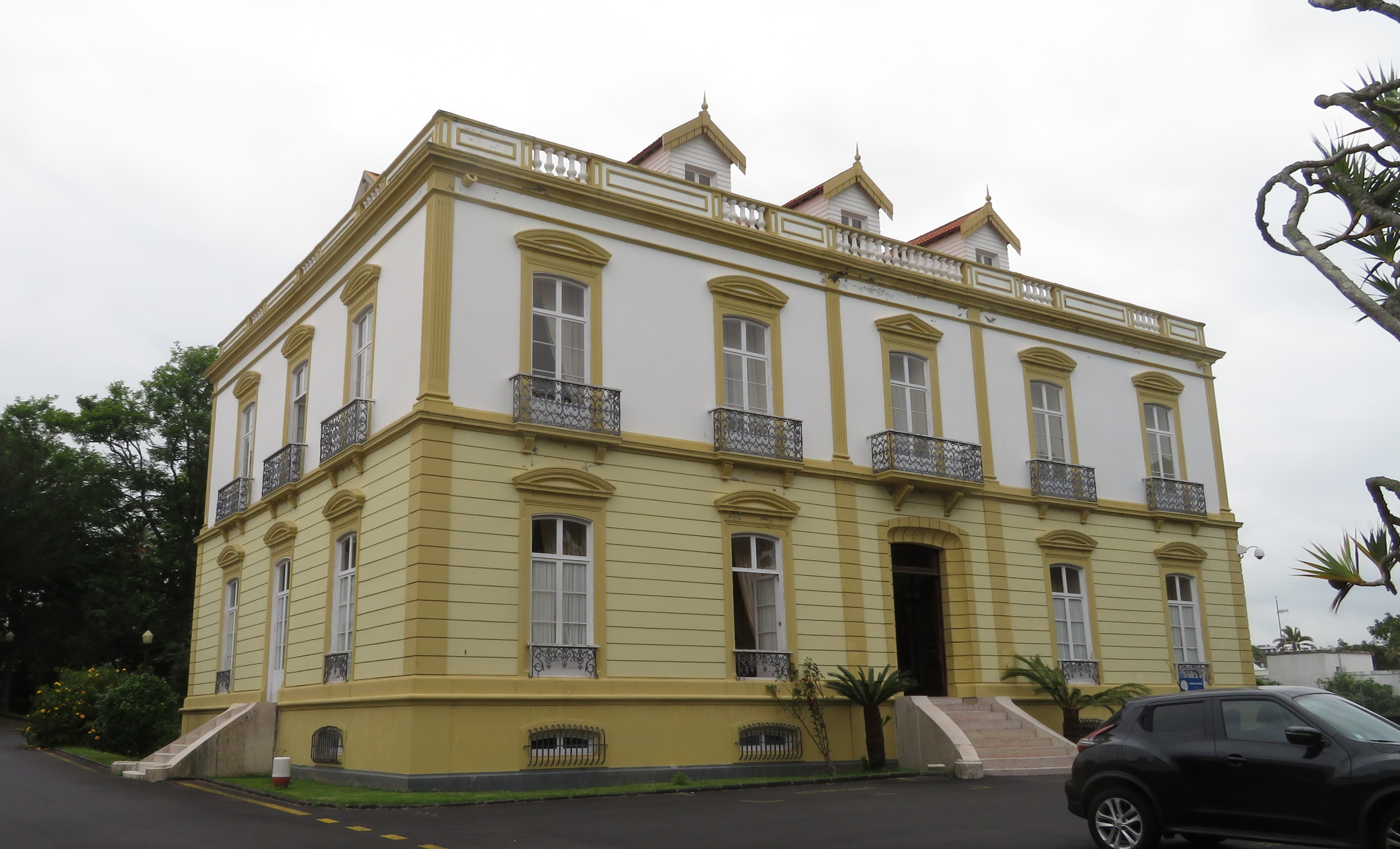
Rectoría en Ponta Delgada

Con el fin de proporcionar efectivamente servicios educativos a la población local, la Universidad se estableció en tres campus : en Ponta Delgada en la isla de San Miguel, en Angra do Heroísmo en Terceira y Horta en la isla de Fayal , y organizada en diez departamentos y dos colegios. Mientras que en el campus principal, de Ponta Delgada, los cursos se imparten en varias áreas, otros recintos se han especializado en los campos de las ciencias agrícolas y la oceanografía . Actualmente los diez departamentos son ahora cuatro facultades.

### Escuelas politécnicas
- Facultad de Ciencias de la Salud - Campus de Ponta Delgada y Angra do Heroísmo.
- Escuela Superior de Tecnologías - Polo Ponta Delgada y Angra do Heroísmo.

### Colegios

#### Isla de Fayal
- Departamento de Oceanografía y Pesca (DOP). Creado en 1976, con el fin de promover "la comprensión científica, la conservación de la vida marina y el uso sostenible del océano Atlántico en las Azores." Miembro Honorario de la Orden de Santiago de la Espada desde el 6 de junio de 2008.

#### Isla de San Miguel
- Facultad de Ciencias Agrícolas y Ambientales;
- Facultad de Ciencia y Tecnología;
- Facultad de Economía y Administración;
- Facultad de Ciencias Sociales y Humanidades.

#### Terceira
- Facultad de Ciencias Agrícolas y Ambientales.